# بوبي كروز
بوبي كروز (بالإنجليزية: Bobby Cruz)‏ هو مغني وكاتب أغاني وملحن أمريكي، ولد في 2 فبراير 1937 في بورتوريكو في الولايات المتحدة.

## وصلات خارجية
- بوبي كروز على موقع ميوزك برينز (الإنجليزية)
- بوبي كروز على موقع أول ميوزيك (الإنجليزية)
- بوبي كروز على موقع ديسكوغز (الإنجليزية)